# Merrill (Oregon)

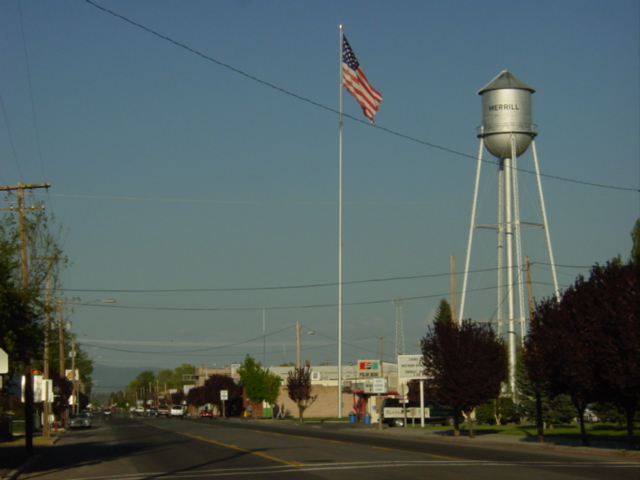
Hoofdstraat van Merrill, Oregon

Merrill is een plaats (city) in de Amerikaanse staat Oregon, en valt bestuurlijk gezien onder Klamath County.

## Demografie
Bij de volkstelling in 2000 werd het aantal inwoners vastgesteld op 897. In 2006 is het aantal inwoners door het United States Census Bureau geschat op 893, een daling van 4 (-0,4%).

### Geboren in Merrill
- Carl Barks (1901-2000), striptekenaar

## Geografie
Volgens het United States Census Bureau beslaat de plaats een oppervlakte van 1,1 km², geheel bestaande uit land. Merrill ligt op ongeveer 1240 m boven zeeniveau.

## Plaatsen in de nabije omgeving
De onderstaande figuur toont nabijgelegen plaatsen in een straal van 28 km rond Merrill.